# کاپرانیکا
کاپرانیکا (به ایتالیایی: Capranica) یک منطقهٔ مسکونی در ایتالیا است که در استان ویتربو واقع شده‌است.

## خصوصیات
کاپرانیکا ۴۰٫۷ کیلومترمربع مساحت و ۵٬۸۷۱ نفر جمعیت دارد و ۳۷۰ متر بالاتر از سطح دریا واقع شده‌است.